# Cour suprême du Minnesota
La cour suprême du Minnesota (en anglais The Minnesota Supreme Court) est le tribunal suprême de l'État américain du Minnesota. 
Les sept juges qui la composent sont élus pour un mandat de six ans renouvelables mais avec l'obligation de se retirer à 70 ans révolus. Quand une vacance de poste intervient en cours de mandat le gouverneur du Minnesota nomme un remplaçant qui reste en poste jusqu'à la prochaine élection prévue plus d'un an après la nomination et où en général il se présente. La plupart des vacances de poste interviennent en cours de mandat. Ainsi les 7 juges actuels (à novembre 2018) ont été initialement nommés par le gouverneur.
Depuis octobre 2010, la présidente de la cour (Chief Justice) est Lorie Skjerven Gildea (en) (née en 1961), nommée par le gouverneur républicain Tim Pawlenty, et qui était juge de la cour depuis 2006 (nommée puis élue en 2008). 
Anne McKeig, une descendante de la White Earth Band d'Ojibwe, devient la première Améridienne juge de la Cour suprême en 2016. Sa nomination marqua aussi la seconde fois où la cour était composée majoritairement de femmes. 
La cour siège dans la Chambre de la Cour suprême dans le capitole de l'État du Minnesota à Saint Paul,  ou dans le centre judiciaire du Minnesota situé juste à côté.  